# Asthenes urubambensis
Asthenes urubambensis là một loài chim trong họ Furnariidae.